# Кемиляйнен, Валттери
Валттери Кемиляйнен (фин. Valtteri Kemiläinen; род. 16 декабря 1991, Йювяскюля) — финский хоккеист, защитник клуба Экстралиги «Спарта (Прага)» и сборной Финляндии. Олимпийский чемпион 2022 года.

## Биография
Воспитанник хоккейного клуба ЮП. Выступал за команду на юниорских и молодёжных соревнованиях. В сезоне 2013/14 дебютировал в высшей лиге Финляндии. В 2016 году перешёл в команду «Таппара», где отыграл пять сезонов. В 2021 году подписал контракт с командой Континентальной хоккей лиги «Витязь».
Играл за молодёжную сборную Финляндии. В 2020 году в составе сборной участвовал в Кубке Карьяла.
11 июля 2025 года стал хоккеистом «Кёльнер Хайе». 

## Достижения
- Олимпийский чемпион 2022 года.
- Трёхкратный чемпион Финляндии в составе «Таппары» (2016/17, 2022/23, 2023/24).
- Двухратный победитель Хоккейной Лиги чемпионов в составе «Рёгле» (2021/22) и «Таппары» (2022/23).